# Batalha (Alagoas)
Pour les articles homonymes, voir Batalha.
Batalha est une municipalité brésilienne dans l'État de l'Alagoas.